# لقطة شاشة

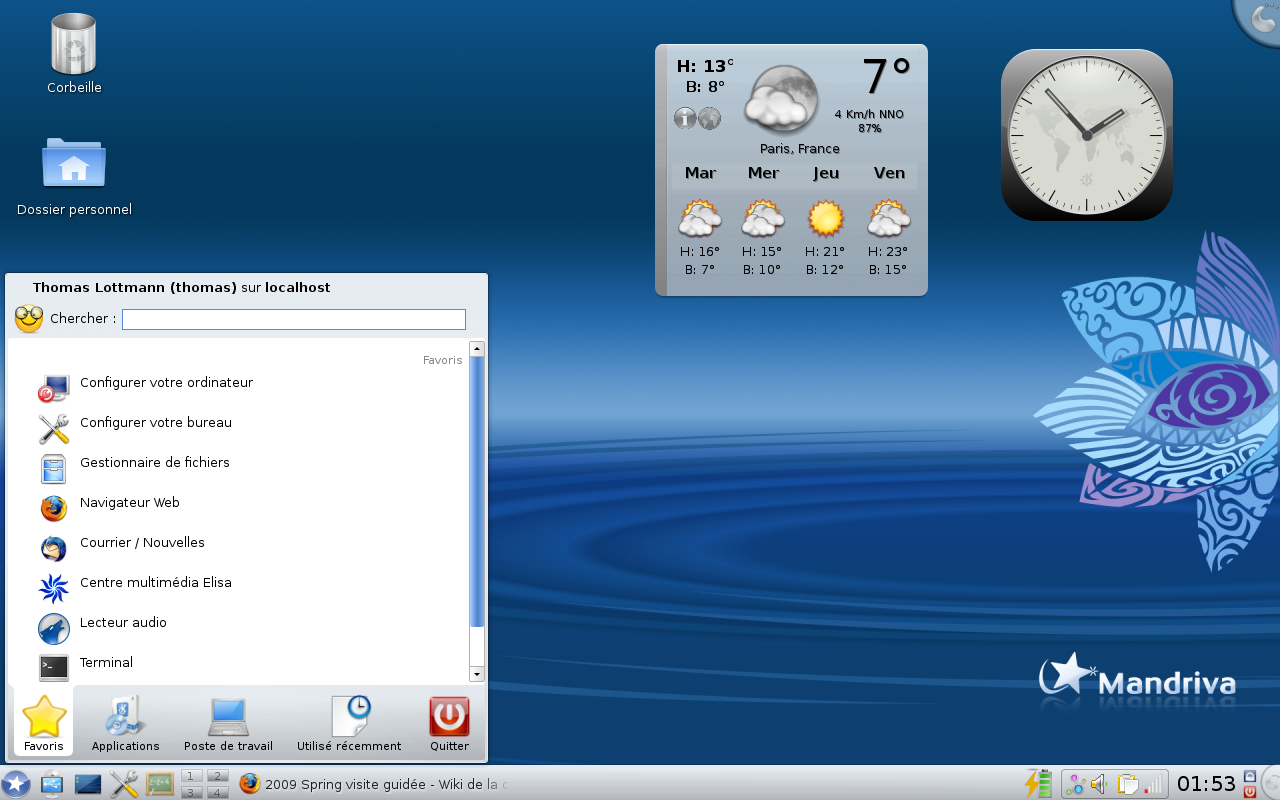
لقطة شاشة لنظام أوبنتو

لقطة الشاشة (بالإنجليزية: screenshot أو screen capture أو screen cap, cap أو screen dump أو screengrab)‏ وهي صورة رقمية تسجل ما يظهر على الشاشة للمستخدم، إلَّا أنَّه بالإمكان أيضاً أخذ لقطة للشاشة عبر كاميرا خارجية لتصوير شاشة الحاسب.

### لينكس

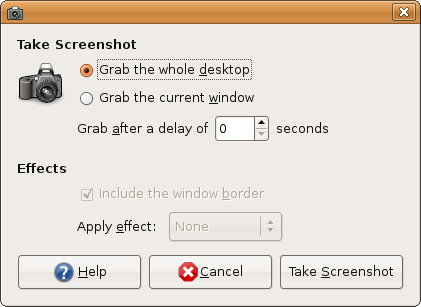
"

### أو إس إكس

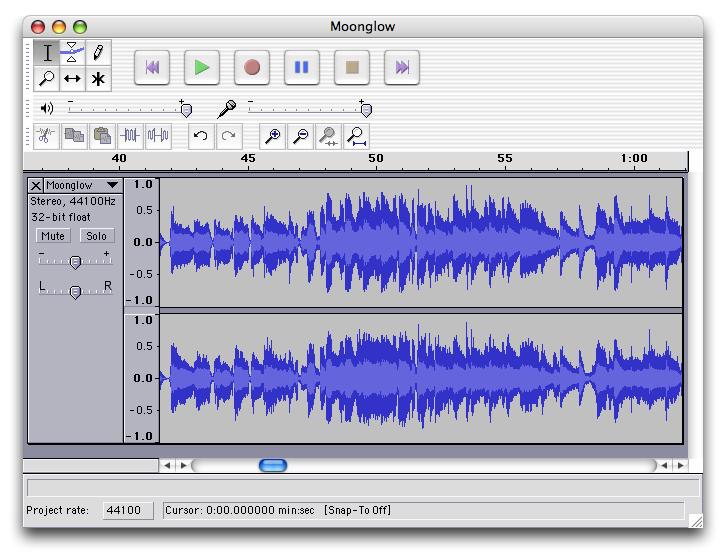

### ويندوز

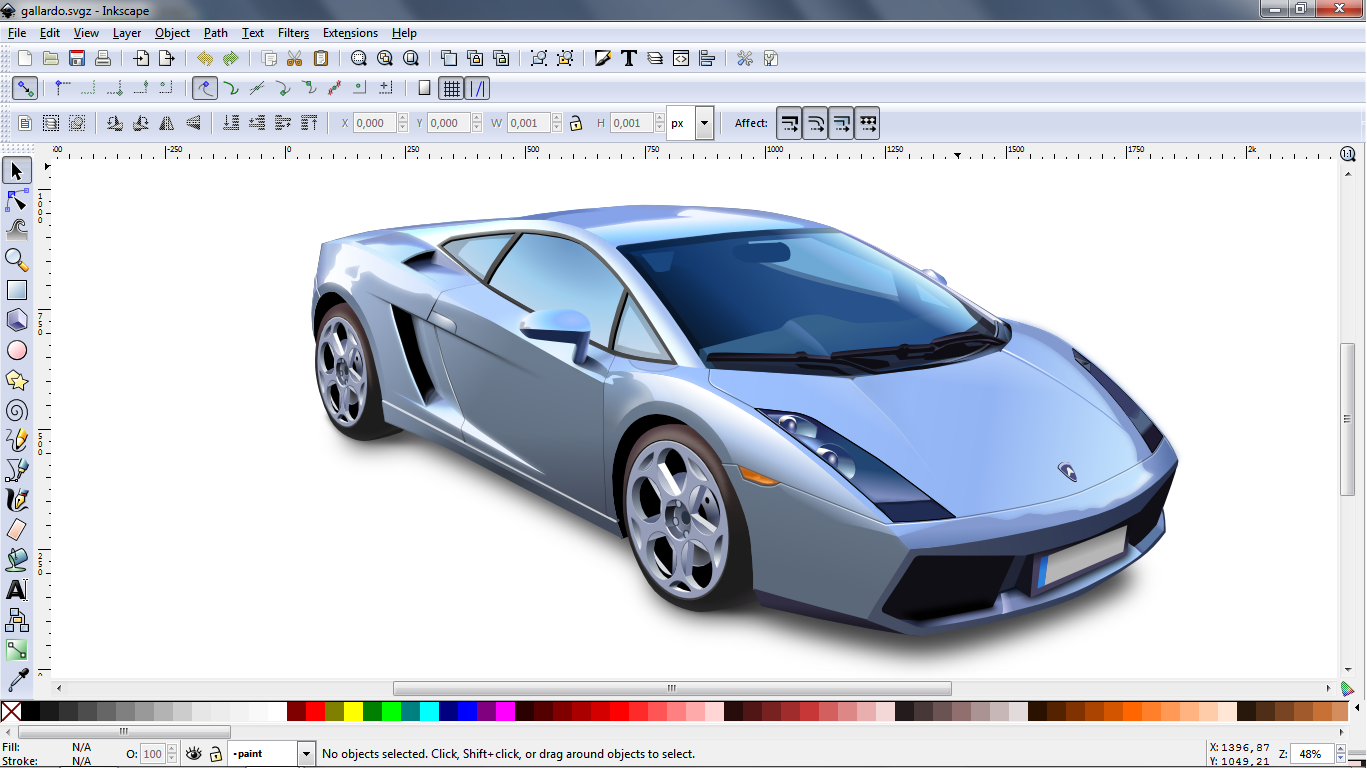
لقطة شاشة لبرنامج إنكسكيب 0.47 يعمل على ويندوز 7

## نظم تشغيل مدمج بها وظائف لقطة الشاشة

### مايمو 5
(بالإنجليزية: Maemo 5)‏

## أدوات خارجية
- باندي كام
- Bontq
- Grabilla
- Greenshot
- Gyazo
- إيرفان فيو
- Jing
- KSnapshot
- Lightscreen
- مايكروسوفت ون نوت
- مايكروسوفت وورد
- Monosnap
- PrintKey 2000
- Scrot
- شير إكس
- Shotty
- Snagit
- Snapz Pro X
- Softario Captus
- Usersnap
- VVCap
- Window Clippings
- أكس فاير  [لغات أخرى]‏
- XnView
- Xwd